# Bhutanthera albovirens
Bhutanthera albovirens är en orkidéart som beskrevs av Jany Renz. Bhutanthera albovirens ingår i släktet Bhutanthera och familjen orkidéer.
Artens utbredningsområde är Bhutan. Inga underarter finns listade i Catalogue of Life.